# 9230 Ясуда
9230 Ясуда (9230 Yasuda) — астероїд головного поясу, відкритий 29 грудня 1996 року.
Тіссеранів параметр щодо Юпітера — 3,196.
Названо на честь астронома-аматора Ясуди (яп. やすだ(安田) ясуда).